# Ignacio Zaragoza, Castillo de Teayo
Ignacio Zaragoza är en ort i Mexiko.   Den ligger i kommunen Castillo de Teayo och delstaten Veracruz, i den sydöstra delen av landet, 210 km nordost om huvudstaden Mexico City. Ignacio Zaragoza ligger 100 meter över havet och antalet invånare är 357.
Terrängen runt Ignacio Zaragoza är huvudsakligen platt, men åt nordväst är den kuperad. Runt Ignacio Zaragoza är det ganska tätbefolkat, med 179 invånare per kvadratkilometer. Närmaste större samhälle är Castillo de Teayo, 6,0 km norr om Ignacio Zaragoza. Trakten runt Ignacio Zaragoza består till största delen av jordbruksmark.